# Annie Hall Cudlip
Annie Hall Cudlip (geb. Thomas, * 25. Oktober 1838; † 24. November 1918), von ihrem Pseudonym bekannt als Mrs. Pender Cudlip, war eine britische Schriftstellerin und Verfasserin von Kurzgeschichten.
Sie war Chefredakteurin der Ours: A Holiday Quarterly und eine regelmäßige Mitarbeiterin in vielen Zeitschriften Großbritanniens und der Vereinigten Staaten zwischen 1876 und 1884.
Sie war die Frau des Theologieautors Rev. Pender Hodge Cudlip. Als eine der produktivsten Autoren der romantischen Fiktion veröffentlichte sie von 1862 bis in die Jahrhundertwende weit über 100 Romane und Erzählungen. Zu ihren bekanntesten Werken zählen Theo Leigh (1865), A Passion in Tatters (1872), He Cometh Not, She Said (1873) und Allerton Towers (1882).

## Biographie
Annie Hall Cudlip wurde als Annie Hall Thomas in Aldeburgh, Suffolk am 25. Oktober 1838 geboren. Ihr Vater, ein bekannter und respektierter Mann, war ein Leutnant in der British Royal Navy und Neffe und Schützling von Admiral Sir Jerry Coghlan. Ihre Mutter war die Tochter von Captain Alexander Mackey.
Ihre Familie zog dann nach Morston in Norfolk, wo ihr Vater bis zum Jahr vor seinem Tod im Krankenhaus liegen musste. Sie wurde als Einzelkind in erster Linie zu Hause erzogen. Ihren ersten Roman, The Cross of Honor, veröffentlichte sie im Jahre 1863 im Alter von 24. Viele ihrer frühesten Romane wurden als höchst kontrovers angesehen und befassten sich mit Themen wie Sexualität junger Mädchen und unehelicher Schwangerschaft.
Sie heiratete Rev. Pender Hodge Cudlip am 10. Juli 1867 und hatte mit ihm sechs Kinder. Die beiden lebten in Devon für die längste Zeit ihres Ehelebens, obwohl sie auch in London mehrere Jahre wohnten.
Im Jahr 1873 zog sie mit ihrem Mann nach Paddington, wo sie die folgenden acht Jahre blieb. Sie war in Tierrechtsgruppen beteiligt und schrieb über Tierquälerei in London. Sie profitierte dabei von den Erfahrungen ihres Hundes Cavac, eines großen Windhundes, der zehn Jahre lang ihr ständiger Begleiter war und die berüchtigten Londoner Hundevergiftungsfälle im Jahr 1876 überlebt hatte. Im selben Jahr starben zwei ihrer ältesten Söhne und ein weiterer Sohn im Februar 1879. Von ihren drei überlebenden Kindern, heiratete eine ihrer Töchter Major William Drury. Dieser schrieb einige nautische Romane am Ende des Jahrhunderts.

## Bibliografie
- The Cross of Honor (1863)
- Sir Victor's Choice (1864)
- Denis Donne (1864)
- Bertie Bray (1864)
- Barry O'Byrne (1865)
- Theo Leigh (1865)
- High Stakes (1866)
- Played Out (1866)
- Called to Account (1867)
- A Noble Aim (1868)
- Only Herself (1869)
- False Colors (1869)
- Mrs. Cardigan (1869)
- On Guard (1869)
- The Dower House (1869)
- Walter Goring (1869)
- The Dream and the Waking (1870)
- A Passion in Tatters (1872)
- "He Cometh Not", She Said (1873)
- The Two Widows (1873)
- No Alternative (1874)
- A Narrow Escape (1875)
- Blotted Out (1876)
- A Laggard in Love (1877)
- A London Season (1879)
- Stray Sheep (1879)
- Fashion's Gay Mart (1880)
- Society's Verdict (1880)
- Our Set (1881)
- Eyre of Blendon (1881)
- Allerton Towers (1882)
- Best For Her (1883)
- The Modern Housewife: or, How We Live Now (1883)
- Friends and Lovers (1884)
- Plucked; or, A Tale of a Trap (1885, with Hawley Smart and Florence Marryat)
- Her Success (1885)
- At His Gates (1885)
- Kate Valiant (1885)
- That Other Woman (1889)
- Love's A Tyrant (1889)
- The Love of a Lady (1890)
- Sloane Square Scandal and Other Stories (1890)
- The Kilburns (1891)
- Old Dacre's Darling (1892)
- Utterly Mistaken (1893)
- A Girl's Folly (1894)
- No Hero, but a Man (1894)
- A Lover of the Day (1895)
- False Pretences (1895)
- Four Women in the Case (1896)
- Essentialy Human (1897)
- Dick Rivers (1898)
- The Siren's Web (1899)
- Comrades True (1900)
- The Diva (1901)
- The Cleavers of Cleaver (1902)
- Social Ghosts (1903)
- Penholders of the Past (1904)